# 9. etape af Giro d'Italia 2018
9. etape af Giro d'Italia 2018 gik fra Pesco Sannita til Campo Imperatore 13. maj 2018. 
Simon Yates vandt etappen og øgede føringen i den samlede stilling. Han overtog også bjergtrøjen.

## Etaperesultater
| \| Etaperesultat \| Etaperesultat \| Etaperesultat \| Etaperesultat \| Etaperesultat \| \| Rytter \| Rytter \| Hold \| Tid \| \| \| ------------- \| ------------------ \| ---------------- \| ------------- \| ------------- \| \| 1. \| Simon Yates \| Mitchelton-Scott \| 5t 54' 13" \| \| \| 2. \| Thibaut Pinot \| Groupama-FDJ \| + 0" \| \| \| 3. \| Esteban Chaves \| Mitchelton-Scott \| + 0" \| \| \| 4. \| Domenico Pozzovivo \| Bahrain-Merida \| + 4" \| \| \| 5. \| Richard Carapaz \| Movistar Team \| + 4" \| \| \| 6. \| Davide Formolo \| Bora-Hansgrohe \| + 10" \| \| \| 7. \| George Bennett \| LottoNL-Jumbo \| + 12" \| \| \| 8. \| Tom Dumoulin \| Team Sunweb \| + 12" \| \| \| 9. \| Miguel Ángel López \| Astana \| + 12" \| \| \| 10. \| Giulio Ciccone \| Bardiani CSF \| + 24" \| \| |                    |                  |            |
| |                    |                  |            |
| Kilde: ProCyclingStats |                    |                  |            |
| Etaperesultat |                    |                  |            |
| Rytter | Rytter             | Hold             | Tid        |
| 1. | Simon Yates        | Mitchelton-Scott | 5t 54' 13" |
| 2. | Thibaut Pinot      | Groupama-FDJ     | + 0"       |
| 3. | Esteban Chaves     | Mitchelton-Scott | + 0"       |
| 4. | Domenico Pozzovivo | Bahrain-Merida   | + 4"       |
| 5. | Richard Carapaz    | Movistar Team    | + 4"       |
| 6. | Davide Formolo     | Bora-Hansgrohe   | + 10"      |
| 7. | George Bennett     | LottoNL-Jumbo    | + 12"      |
| 8. | Tom Dumoulin       | Team Sunweb      | + 12"      |
| 9. | Miguel Ángel López | Astana           | + 12"      |
| 10. | Giulio Ciccone     | Bardiani CSF     | + 24"      |

## Samlet
| \| Samlede stilling \| Samlede stilling \| Samlede stilling \| Samlede stilling \| Samlede stilling \| \| Rytter \| Rytter \| Hold \| Tid \| \| \| ---------------- \| ------------------ \| ------------------------- \| ---------------- \| ---------------- \| \| 1. \| Simon Yates \| Mitchelton-Scott \| 37t 37' 15" \| \| \| 2. \| Esteban Chaves \| Mitchelton-Scott \| + 32" \| \| \| 3. \| Tom Dumoulin \| Team Sunweb \| + 38" \| \| \| 4. \| Thibaut Pinot \| Groupama-FDJ \| + 45" \| \| \| 5. \| Domenico Pozzovivo \| Bahrain-Merida \| + 57" \| \| \| 6. \| Richard Carapaz \| Movistar Team \| + 1' 20" \| \| \| 7. \| George Bennett \| LottoNL-Jumbo \| + 1' 33" \| \| \| 8. \| Rohan Dennis \| BMC Racing Team \| + 2' 05" \| \| \| 9. \| Pello Bilbao \| Astana \| + 2' 05" \| \| \| 10. \| Michael Woods \| EF Education First-Drapac \| + 2' 25" \| \| |                    |                           |             |
| |                    |                           |             |
| Kilde: ProCyclingStats |                    |                           |             |
| Samlede stilling |                    |                           |             |
| Rytter | Rytter             | Hold                      | Tid         |
| 1. | Simon Yates        | Mitchelton-Scott          | 37t 37' 15" |
| 2. | Esteban Chaves     | Mitchelton-Scott          | + 32"       |
| 3. | Tom Dumoulin       | Team Sunweb               | + 38"       |
| 4. | Thibaut Pinot      | Groupama-FDJ              | + 45"       |
| 5. | Domenico Pozzovivo | Bahrain-Merida            | + 57"       |
| 6. | Richard Carapaz    | Movistar Team             | + 1' 20"    |
| 7. | George Bennett     | LottoNL-Jumbo             | + 1' 33"    |
| 8. | Rohan Dennis       | BMC Racing Team           | + 2' 05"    |
| 9. | Pello Bilbao       | Astana                    | + 2' 05"    |
| 10. | Michael Woods      | EF Education First-Drapac | + 2' 25"    |

| Pointkonkurrence | Pointkonkurrence  | Pointkonkurrence            | Pointkonkurrence | Pointkonkurrence |
| Rytter           | Rytter            | Hold                        | Point            |                  |
| ---------------- | ----------------- | --------------------------- | ---------------- | ---------------- |
| 1.               | Elia Viviani      | Quick-Step Floors           | 178 point        |                  |
| 2.               | Sam Bennett       | Bora-Hansgrohe              | 100 point        |                  |
| 3.               | Sacha Modolo      | EF Education First-Drapac   | 73 point         |                  |
| 4.               | Davide Ballerini  | Androni Giocattoli-Sidermec | 68 point         |                  |
| 5.               | Guillaume Boivin  | Israel Cycling Academy      | 52 point         |                  |
| 6.               | Simon Yates       | Mitchelton-Scott            | 51 point         |                  |
| 7.               | Marco Frapporti   | Androni Giocattoli-Sidermec | 49 point         |                  |
| 8.               | Maksim Belkov     | Katusha-Alpecin             | 46 point         |                  |
| 9.               | Enrico Battaglin  | LottoNL-Jumbo               | 45 point         |                  |
| 10.              | Niccolò Bonifazio | Bahrain-Merida              | 43 point         |                  |

| Ungdomskonkurrence | Ungdomskonkurrence    | Ungdomskonkurrence          | Ungdomskonkurrence | Ungdomskonkurrence |
| Rytter             | Rytter                | Hold                        | Tid                |                    |
| ------------------ | --------------------- | --------------------------- | ------------------ | ------------------ |
| 1.                 | Richard Carapaz       | Movistar Team               | 37t 38' 35"        |                    |
| 2.                 | Miguel Ángel López    | Astana                      | + 1' 14"           |                    |
| 3.                 | Ben O'Connor          | Dimension Data              | + 1' 16"           |                    |
| 4.                 | Sam Oomen             | Team Sunweb                 | + 1' 34"           |                    |
| 5.                 | Maximilian Schachmann | Quick-Step Floors           | + 2' 17"           |                    |
| 6.                 | Valerio Conti         | UAE Team Emirates           | + 9' 30"           |                    |
| 7.                 | Fausto Masnada        | Androni Giocattoli-Sidermec | + 10' 14"          |                    |
| 8.                 | Jack Haig             | Mitchelton-Scott            | + 19' 14"          |                    |
| 9.                 | Matej Mohorič         | Bahrain-Merida              | + 23' 46"          |                    |
| 10.                | Louis Vervaeke        | Team Sunweb                 | + 28' 57"          |                    |

| Bjergkonkurrence | Bjergkonkurrence   | Bjergkonkurrence            | Bjergkonkurrence | Bjergkonkurrence |
| Rytter           | Rytter             | Hold                        | Point            |                  |
| ---------------- | ------------------ | --------------------------- | ---------------- | ---------------- |
| 1.               | Simon Yates        | Mitchelton-Scott            | 55 point         |                  |
| 2.               | Esteban Chaves     | Mitchelton-Scott            | 47 point         |                  |
| 3.               | Thibaut Pinot      | Groupama-FDJ                | 36 point         |                  |
| 4.               | Richard Carapaz    | Movistar Team               | 23 point         |                  |
| 5.               | Fausto Masnada     | Androni Giocattoli-Sidermec | 21 point         |                  |
| 6.               | Domenico Pozzovivo | Bahrain-Merida              | 16 point         |                  |
| 7.               | Natnael Berhane    | Dimension Data              | 15 point         |                  |
| 8.               | Davide Formolo     | Bora-Hansgrohe              | 12 point         |                  |
| 9.               | Mikaël Cherel      | AG2R La Mondiale            | 12 point         |                  |
| 10.              | Enrico Barbin      | Bardiani CSF                | 11 point         |                  |

| Holdkonkurrence | Holdkonkurrence   | Holdkonkurrence | Holdkonkurrence |
| Hold            | Hold              | Tid             |                 |
| --------------- | ----------------- | --------------- | --------------- |
| 1.              | Mitchelton-Scott  | 112t 55' 41"    |                 |
| 2.              | Astana            | + 3' 48"        |                 |
| 3.              | Sky               | + 4' 30"        |                 |
| 4.              | Movistar Team     | + 7' 04"        |                 |
| 5.              | UAE Team Emirates | + 14' 28"       |                 |
| 6.              | Team Sunweb       | + 17' 37"       |                 |
| 7.              | Groupama-FDJ      | + 21' 45"       |                 |
| 8.              | Dimension Data    | + 25' 36"       |                 |
| 9.              | AG2R La Mondiale  | + 26' 59"       |                 |
| 10.             | Bora-Hansgrohe    | + 30' 40"       |                 |